# Stephanie von Milly
Stephanie von Milly († um 1197) war Herrin von Oultrejordain und eine einflussreiche Frau im Königreich Jerusalem.
Sie war die Tochter von Philipp von Milly, 1142–1161 Herr von Nablus, 1161–1168 Herr von Oultrejordain, 1169–1171 Großmeister des Templerordens, und dessen Frau Isabella.
Ihr erster Ehemann wurde 1163 Humfried III. von Toron, der 1173 starb. Aus dieser Ehe hatte sie einen Sohn, Humfried IV. von Toron, und eine Tochter Isabella von Toron, die den Fürsten Ruben III. von Armenien heiratete.
Ihr zweiter Ehemann war Miles von Plancy, der 1174 ermordet wurde.
1176 heiratete sie Rainald von Chatillon, vormals Fürst von Antiochia, der kurz zuvor aus der Gefangenschaft in Aleppo entlassen worden war.
1183 heiratete ihr Sohn Humfried in Karak Isabella von Jerusalem, während die Burg von Saladin belagert wurde. Stephanie sandte Botschafter an Saladin und erinnerte ihn an die Freundschaft, die sich entwickelt hatte, als er viele Jahre zuvor Gefangener in Karak war. Saladin hob die Belagerung zwar nicht auf, war aber damit einverstanden, den Turm, in dem Humfrieds und Isabellas Hochzeit gefeiert wurde, nicht anzugreifen. Die Belagerung wurde kurz darauf von König Balduin IV., Isabellas Bruder, aufgehoben.
Durch Stephanie bekam Rainald von Chatillon die Herrschaft Oultrejordain in seine Hände. Er nutzte seine neue Position, um muslimische Karawanen und Pilger zu schikanieren, drohte sogar einmal damit, Mekka anzugreifen. Dies führte 1187 zur Invasion Saladins in das Königreich. Rainald wurde in der Schlacht bei Hattin getötet, Humfried IV. später gefangen genommen. Saladin gab Humfried frei im Austausch gegen Karak und Montreal, doch die weigerten sich, sich zu unterwerfen; Stephanie schickte pflichtschuldigst ihren Sohn zurück zu Saladin, der ihn aber wieder freigab. Karak und Montreal fielen nach langer Belagerung schließlich an Saladin und waren für die Christen endgültig verloren.
Ihr Sohn Humfried starb vor ihr 1192, so war ihre Tochter Isabella ihre Alleinerbin. Isabellas Tochter, Alice von Armenien, konnte so Toron wieder in Besitz nehmen, nachdem es 1229 von den Ayyubiden zurückerlangt worden war.